# Estação Pasteur - AMIA
A Estação Pasteur - AMIA é uma das estações do Metro de Buenos Aires, situada em Buenos Aires, entre a Estação Callao e a Estação Pueyrredón. Faz parte da Linha B.
Foi inaugurada em 17 de outubro de 1930. Localiza-se no cruzamento da Avenida Corrientes com a Rua Pasteur. Atende o bairro de Balvanera.